# Moneda (peça de metall)

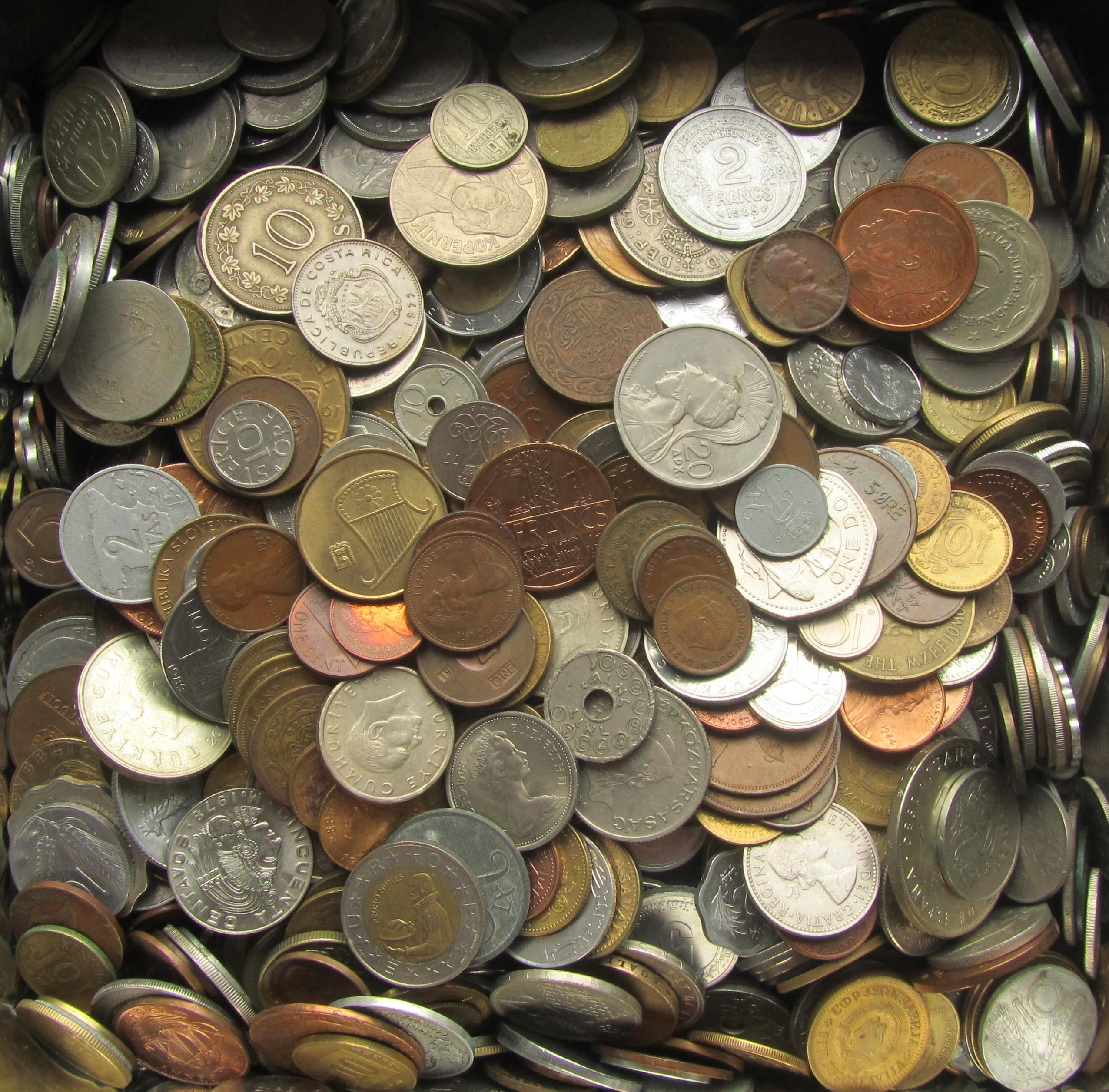
Monedes

Una moneda és una peça d'un material preuat per una comunitat. La ciència que s'encarrega del seu estudi és la numismàtica. Depenent dels valors que les diferents cultures històriques han donat a diversos materials segons el temps històric i la ubicació geogràfica, el seu material ha anat evolucionant des de les més primitives, fetes d'objectes preuats trobats directament a la natura com petxines, perles o pedres, fins a l'actual peça de metall feta per estampació.
Juntament amb els bitllets (també anomenats paper moneda), les monedes conformen el diner en efectiu en tots els sistemes monetaris moderns. Les monedes s'acostumen a fer servir per als exemplars de menys valor, mentre que els bitllets són per als de més valor nominal; igualment, en la majoria de sistemes monetaris, la moneda de valor més alt val menys que el bitllet de valor nominal més baix.
Tal com les trobem en l'actualitat, solen tenir forma de disc, i és emesa per un govern i utilitzada com una forma de diner. Després de la normalització europea en l'acceptació de moneda, provocada per la necessitat després de la conquesta territorial de l'imperi romà d'obtenir una forma d'intercanvi comú en tot el territori l'imperi, el valor de la moneda era el valor del pes del metall que contenia. En una segona evolució d'aquestes peces metàl·liques, degut al condicionant que no era factible crear tantes peces de metall com valor tenien els béns que s'intercanviaven en el total de mercats europeus, es va decidir rebaixar el nivell del material, mantenint l'equivalència que cada estat podia fer circular moneda proporcionalment a l'or que el banc central del país tenia dipositat a la seva seu. En l'actualitat aquesta proporció ha quedat obsoleta, essent regulada la quantitat de moneda de la que pot disposar cada país per organismes internacionals, i essent sempre lligat a indicadors macroeconòmics.
Antigament els metalls més utilitzats eren l'or, l'argent i el bronze. Això no obstant, en l'actualitat la tendència inflacionista dels països capitalistes ha provocat que es facin a partir d'un metall base de menor valor, essent el metall més estès el cuproníquel, i essent molt utilitzats també el níquel i l'alumini. Tot i l'evolució i ampliació dels metalls emprats, el valor de cada partida de monedes conté en pes de metall el valor del metall en qüestió a cotització del dia de publicació de l'ordre d'encunyació. En un món tan volàtil com l'actual, ens trobem amb fets tan paròdics com que la pesseta d'alumini, en la seva última encunyació, al cap de dos mesos el valor del metall a preu de mercat multiplicava per 20 el preu nominal de la moneda, havent de ser retirades i canviades de metall, a causa del fet que molts fonedors d'alumini les feien sortir de circulació per fondre-les i vendre-les com a metall pur a un preu més alt.

## Utilització de les monedes
Per a ser utilitzades com a mètode d'intercanvi comercial, les monedes històricament havien de complir els criteris següents:
- Havien de ser fetes d'un material valuós i el seu valor comercial havia de ser aproximadament similar al valor del material.
- Havien de tenir un estàndard de pes i puresa.
- Havien d'estar gravades per identificar l'autoritat governamental que en garantia el contingut.

D'acord amb la definició anterior seria el regne de Lídia (ca. 643-630 aC) el primer a inventar i utilitzar les monedes, encara que se'n van desenvolupar al mateix temps a l'Índia i a la Xina.